# Лунякинский
Луня́кинский  — хутор в Алексеевском районе Волгоградской области России. Входит в Реченское сельское поселение.

Хутор расположен в 12 км юго-западнее станицы Алексеевской (по дороге — 26 км) и 4 км северо-восточнее хутора Реченский, на правом берегу реки Акишевка (приток Хопра).
Дороги грунтовые. Хутор не газифицирован.
Места для рыбалки, сбора грибов.

## История
В 1833 году в хуторе насчитывалось 922 человека.
По состоянию на 1918 год хутор входил в Акишевский юрт Хопёрского округа Области Войска Донского.